# 미원중학교
미원중학교(米院中學校)는 대한민국 충청북도 청주시 상당구 미원면 미원리에 있는 공립 중학교이다.

## 학교 연혁
- 1953년 3월 23일 : 미원중학교 설립 인가(6학급)
- 1953년 5월 7일 : 미원고등공민학교에서 2,3학년 편입학
- 1954년 3월 4일 : 제1회 졸업 88명
- 1977년 3월 1일 : 학칙 일부변경(24학급 인가)
- 2012년 3월 1일 : 충청북도교육청 통일교육 연구시범학교 지정
- 2015년 3월 1일 : 충청북도교육청 충북행복씨앗학교 운영(~2023.02.)
- 2018년 5월 11일 : 학교 숲 조성
- 2020년 11월 26일 : 급식소(미소담) 개축
- 2023년 3월 1일 : 제25대 노영임 교장 부임
- 2024년 1월 5일 : 제71회 졸업식 (졸업생 17명, 총 졸업생 11,456명)
- 2024년 3월 4일 : 2024학년도 입학식(입학생 13명)

## 참고 자료
- 미원중학교 - 한국교육학술정보원 학교알리미